# Papilio dardanus
Papilio dardanus är en fjärilsart som beskrevs av Brown 1776. Papilio dardanus ingår i släktet Papilio och familjen riddarfjärilar.
Artens utbredningsområde är Tanzania. Inga underarter finns listade i Catalogue of Life.

## Bildgalleri

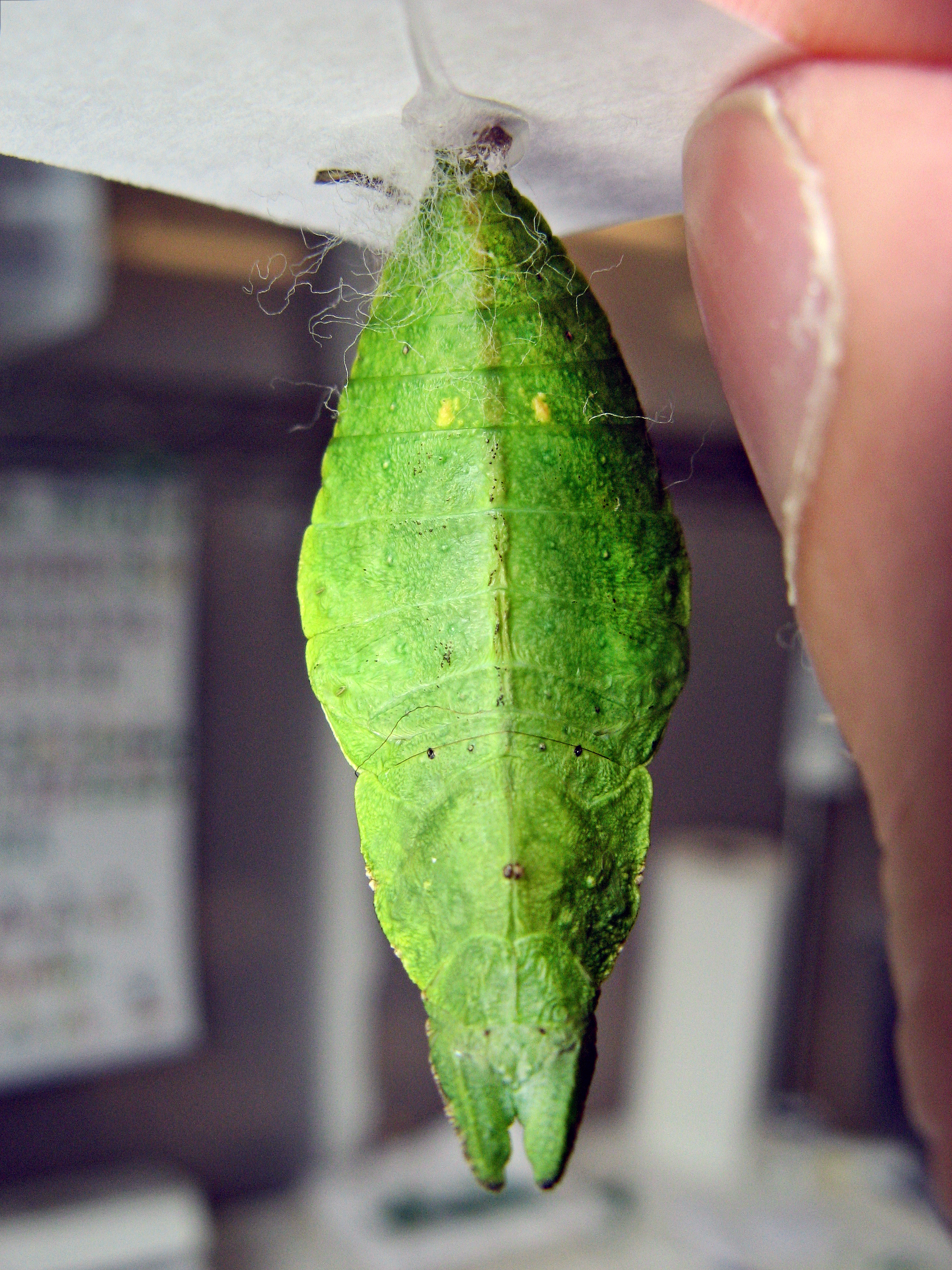
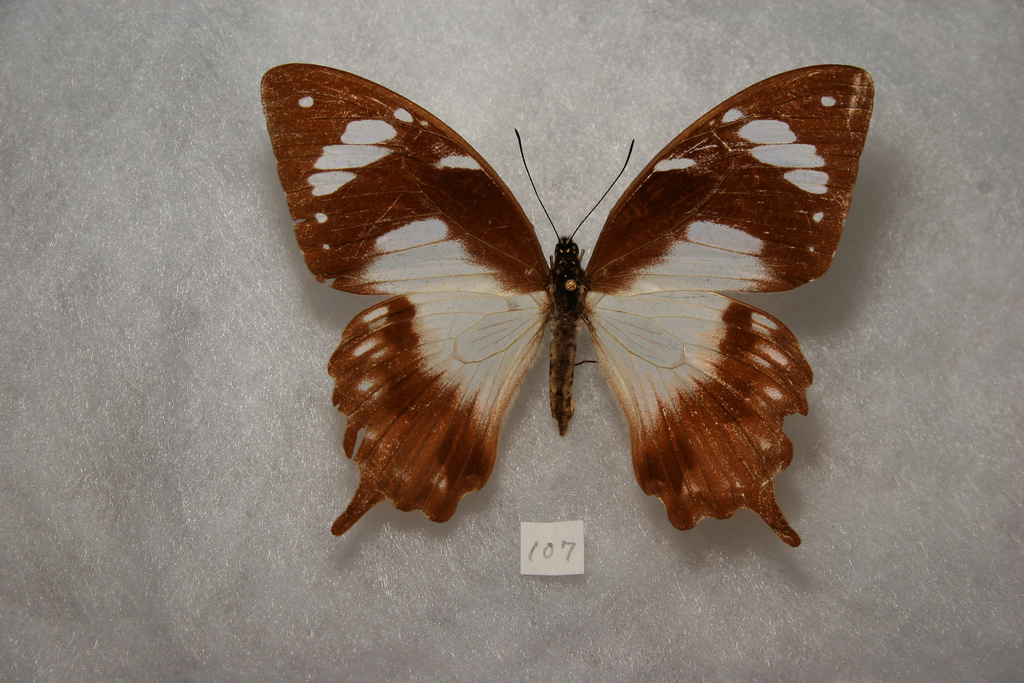
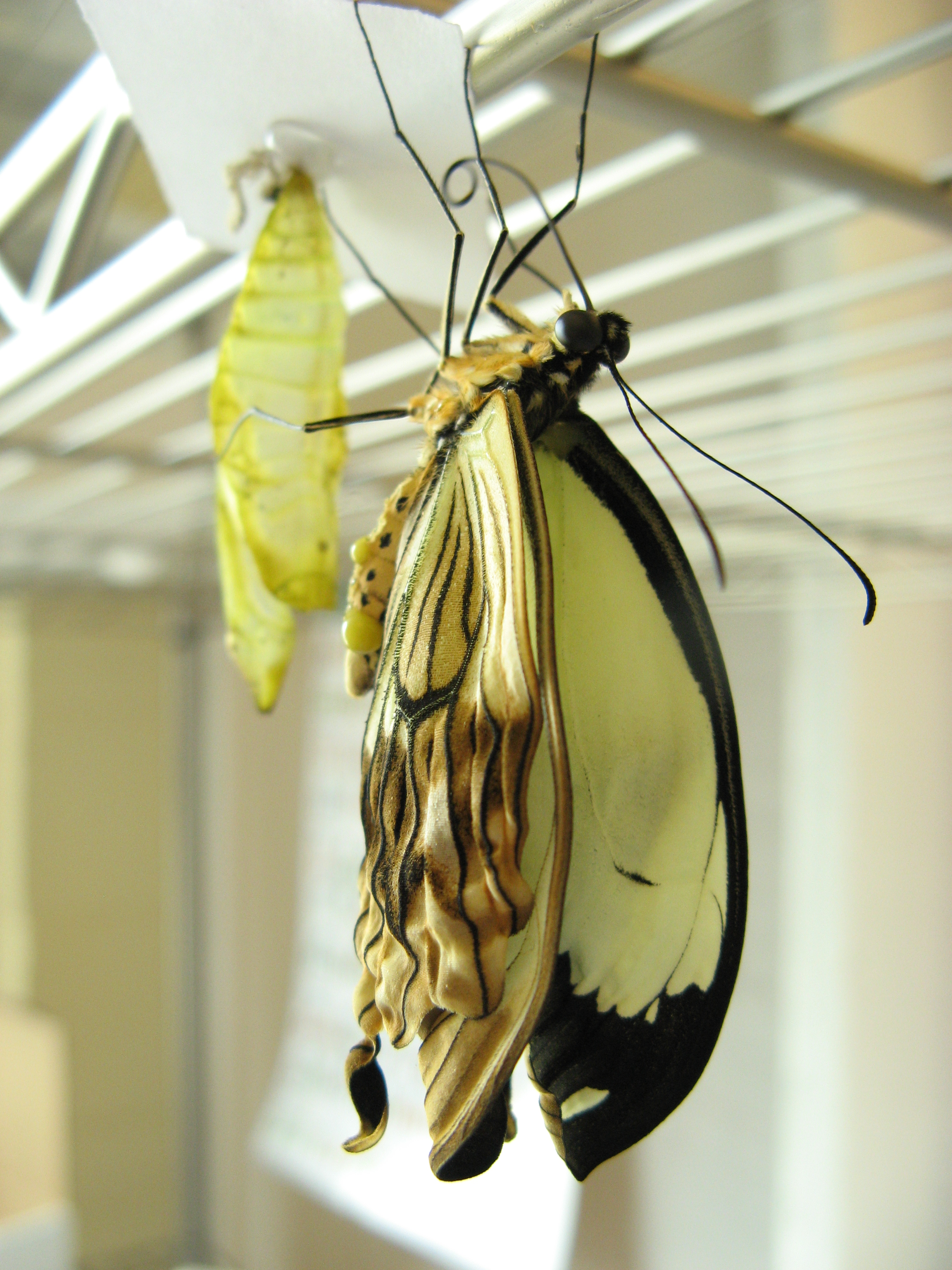
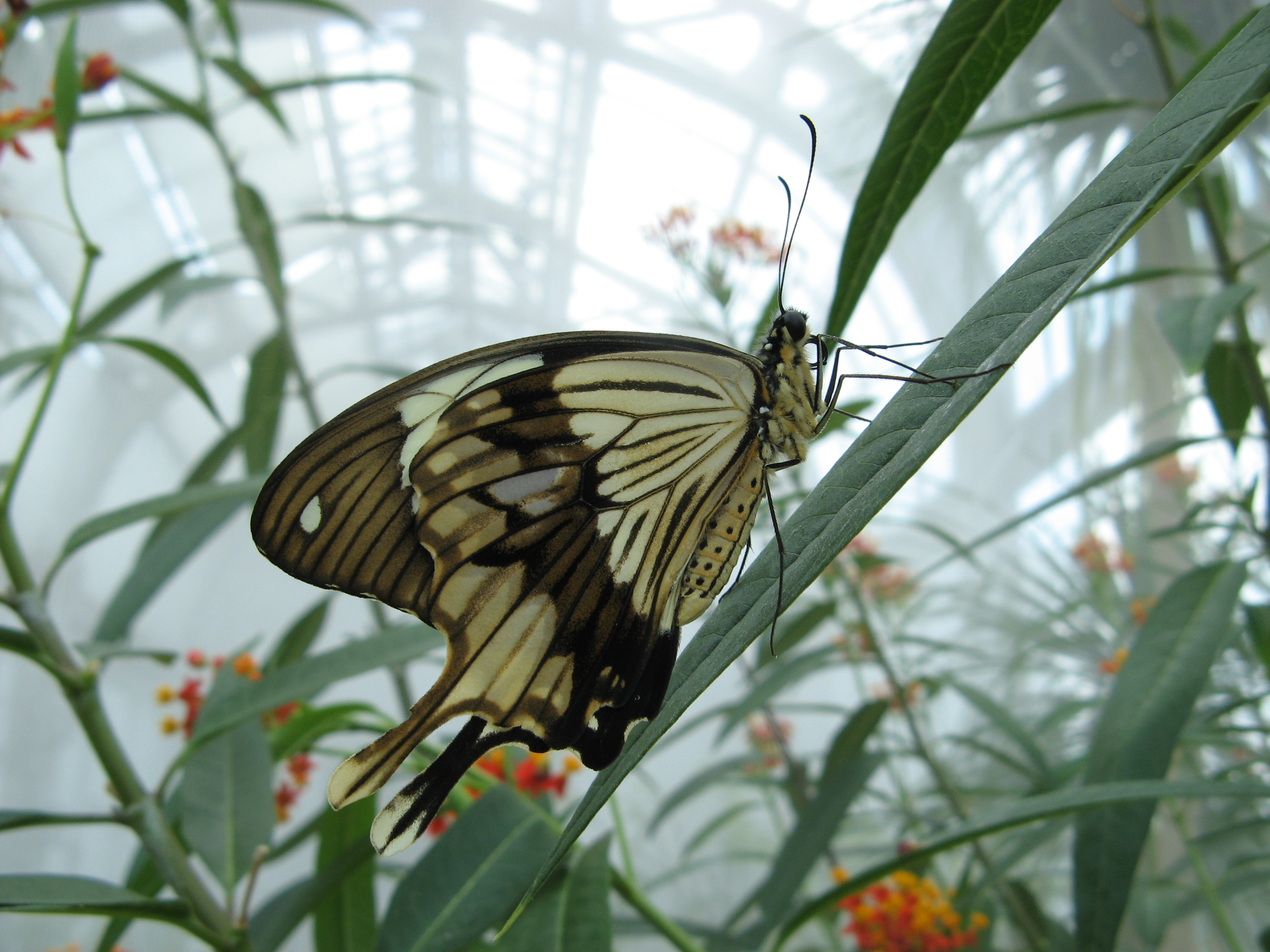
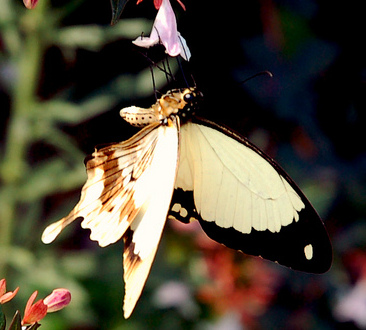
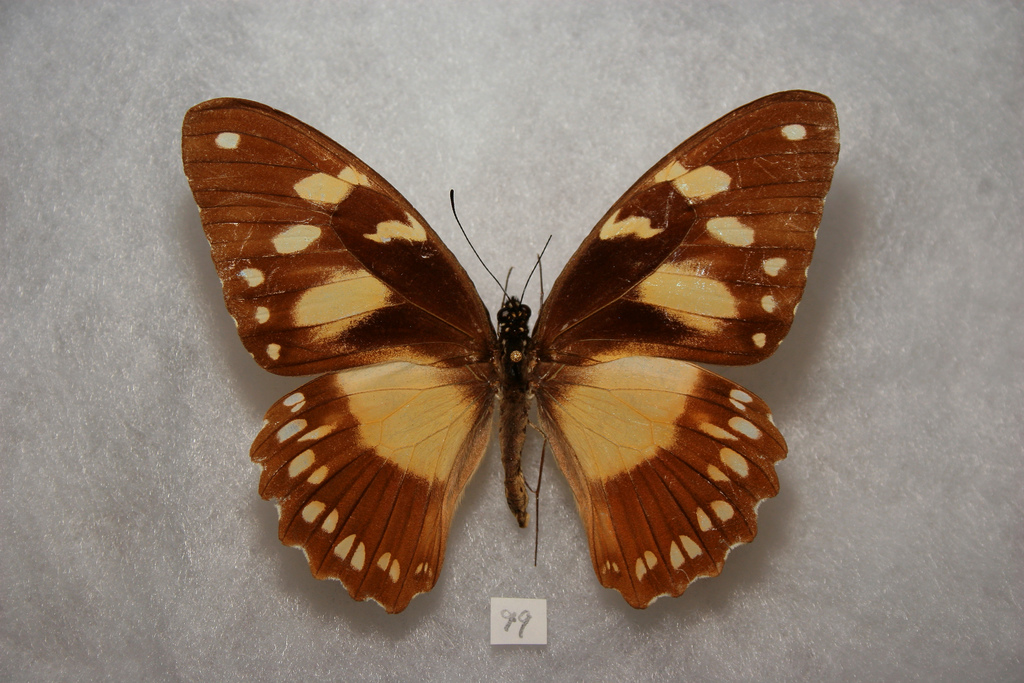